# Porfirio Lobo Sosa

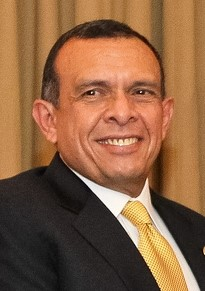
Porfirio Lobo Sosa (2010)

Porfirio Lobo Sosa (* 22. Dezember 1947 in Trujillo) ist ein honduranischer Politiker der PNH. Er war von 2010 bis 2014 Präsident des Landes.

## Leben
Lobo wurde in Trujillo geboren. Er wuchs auf einer Ranch nahe Juticalpa, Departamento Olancho auf. Seine Eltern sind Porfirio José Lobo López und Rosa Sosa Hernández de Lobo. Nach seiner Schulzeit an einer katholischen Schule in Juticalpa studierte Lobo erst am Instituto San Francisco in Tegucigalpa und danach an der University of Miami in den Vereinigten Staaten Wirtschaftswissenschaften. Dort erreichte Lobo einen Bachelor-Abschluss und kehrte danach nach Honduras zurück, wo er im landwirtschaftlichen Familienbetrieb arbeitete. Zugleich unterrichtete Lobo in den nächsten elf Jahren politische Ökonomie und Englisch am La Fraternidad Institut in Juticalpa.
Neben seiner beruflichen Arbeit wurde Lobo politisch tätig in der Partido Nacional de Honduras und stieg im Laufe der Jahre innerparteilich auf. 1990 wurde Lobo erstmals als Abgeordneter in den Nationalkongress gewählt. Von 2002 bis 2006 war er Präsident des honduranischen Nationalkongresses. 2005 war Lobo Kandidat der Partido Nacional bei den Präsidentschaftswahlen und unterlag seinem Rivalen Manuel Zelaya.
Nachdem Manuel Zelaya versucht hatte eine Volksbefragung durchzuführen, ob parallel zu den Präsidentschaftswahlen über die Einberufung einer verfassunggebenden Versammlung abgestimmt werden sollte, wurde er mit Rückendeckung des Parlamentes und des obersten Gerichts des Landes vom Militär gestürzt und außer Landes gebracht. Im Anschluss fungierte Roberto Micheletti als De-facto-Präsident des Landes. Die Präsidentschaftswahlen am 29. November 2009 fanden wie geplant, aber unter Kontrolle der Putschisten statt. Lobo erreichte bei dieser Wahl den offiziellen Angaben zufolge knapp 56 Prozent der Stimmen und war damit seit Januar 2010 neuer Präsident von Honduras.
Bei den Präsidentschaftswahlen im Jahr 2013 konnte Lobo nicht erneut kandidieren, da eine Wiederwahl nicht möglich ist. Juan Orlando Hernández wurde zu seinem Nachfolger gewählt und übernahm das Amt am 27. Januar 2014.